# Gìn giữ hòa bình

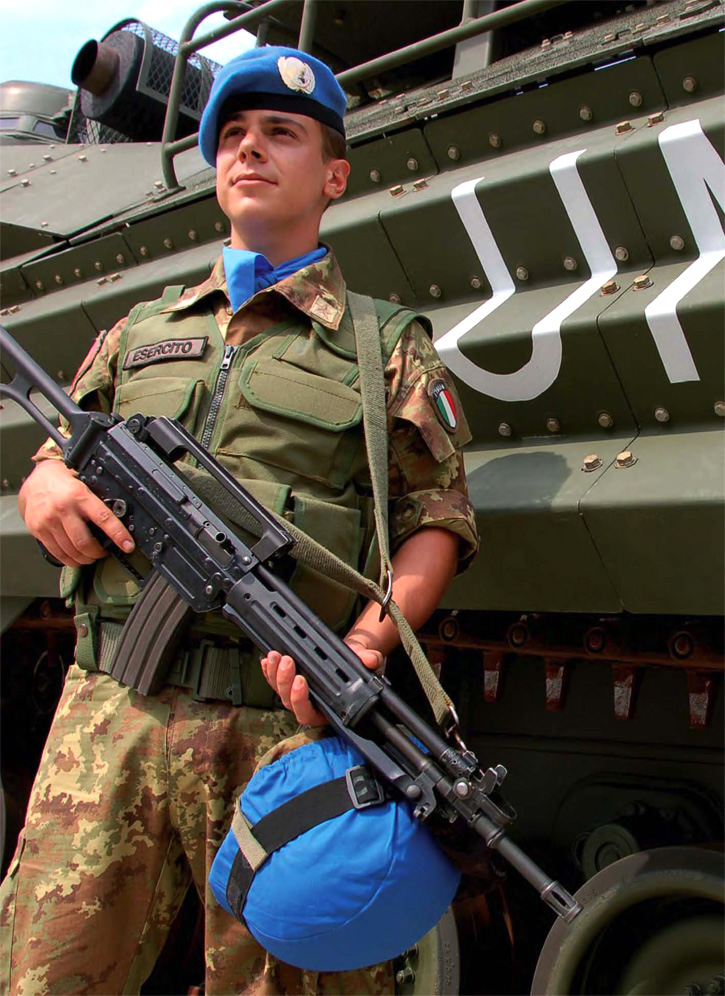
Một người lính của Quân đội Ý đứng bảo vệ trong nhiệm vụ UNIFIL ở Lebanon

Giữ gìn hòa bình (tiếng Anh: peacekeeping) bao gồm các hoạt động nhằm tạo điều kiện ủng hộ hòa bình lâu dài. Nghiên cứu thường thấy rằng việc gìn giữ hòa bình làm giảm các cái chết dân thường và tại chiến trường, cũng như giảm nguy cơ tạo thành chiến tranh mới.
Trong nhóm các chính phủ và tổ chức của Liên Hợp Quốc (LHQ), có một sự hiểu biết chung rằng ở cấp độ quốc tế, các nhân viên gìn giữ hòa bình giám sát và quan sát các tiến trình hòa bình ở các khu vực sau xung đột, và có thể hỗ trợ các cựu chiến binh thực hiện các cam kết hòa bình mà họ đã thực hiện. Sự hỗ trợ như vậy có thể có nhiều hình thức, bao gồm các biện pháp xây dựng lòng tin, sắp xếp chia sẻ quyền lực, hỗ trợ bầu cử, củng cố luật pháp và phát triển kinh tế và xã hội. Theo đó, lực lượng gìn giữ hòa bình của Liên Hợp Quốc (thường được gọi là Mũ nồi xanh vì đội mũ hoặc mũ bảo hiểm màu xanh nhạt) có thể bao gồm binh lính, sĩ quan cảnh sát và nhân viên dân sự.
Liên Hợp Quốc không phải là tổ chức duy nhất thực hiện các nhiệm vụ gìn giữ hòa bình. Các lực lượng gìn giữ hòa bình ngoài Liên Hợp Quốc bao gồm phái đoàn NATO ở Kosovo (có sự ủy quyền của Liên Hợp Quốc) và Lực lượng đa quốc gia và Quan sát viên trên Bán đảo Sinai hoặc các tổ chức do Liên minh Châu Âu (như EUFOR RCA, với ủy quyền của Liên Hợp Quốc) và Liên minh châu Phi (như Phái đoàn Liên minh châu Phi tại Sudan). Lực lượng Hòa bình Bất bạo động là một tổ chức phi chính phủ được coi là có chuyên môn về hòa bình chung bởi các tình nguyện viên hoặc nhà hoạt động phi chính phủ.
Theo luật pháp quốc tế, những người gìn giữ hòa bình là những người không tham chiến do lập trường trung lập của họ trong cuộc xung đột giữa hai hoặc nhiều bên hiếu chiến (cùng mức độ với nhân viên trung lập và tài sản bên ngoài nhiệm vụ gìn giữ hòa bình) và luôn được bảo vệ khỏi các cuộc tấn công.

## Định nghĩa và các loại hoạt động gìn giữ hòa bình

### Nhiệm vụ gìn giữ hòa bình của Liên Hợp Quốc

#### Các loại nhiệm vụ Chương VI và Chương VII
Có một loạt các loại hoạt động bao gồm trong gìn giữ hòa bình. Trong cuốn sách của Fortna Giữ gìn hòa bình có thật không?, ví dụ, cô phân biệt bốn loại hoạt động gìn giữ hòa bình. Điều quan trọng, các loại nhiệm vụ này và cách chúng được tiến hành bị ảnh hưởng nặng nề bởi nhiệm vụ mà chúng được ủy quyền. Ba trong bốn loại của Fortna là các nhiệm vụ dựa trên sự đồng ý, tức là các nhiệm vụ được gọi là " Chương VI ", với loại thứ tư là Nhiệm vụ " Chương VII ". Các nhiệm vụ của Chương VI dựa trên sự đồng ý, do đó họ cần có sự đồng ý của các phe phái hiếu chiến có liên quan để hoạt động. Nếu họ mất sự đồng ý đó, những người gìn giữ hòa bình sẽ bị buộc phải rút. Ngược lại, các nhiệm vụ của Chương VII không yêu cầu sự đồng thuận, mặc dù họ có thể có nó. Nếu mất sự đồng thuận tại bất kỳ thời điểm nào, các nhiệm vụ của Chương VII sẽ không được yêu cầu rút lại.
1. Các nhiệm vụ quan sát bao gồm các đội ngũ quan sát viên quân sự hoặc dân sự được giao nhiệm vụ theo dõi ngừng bắn, rút quân hoặc các điều kiện khác được nêu trong một thỏa thuận ngừng bắn. Họ thường không vũ trang và chủ yếu được giao nhiệm vụ quan sát và báo cáo về những gì đang diễn ra. Vì vậy, họ không có khả năng hoặc nhiệm vụ can thiệp nên một trong hai bên phải từ bỏ thỏa thuận. Ví dụ về các nhiệm vụ quan sát bao gồm UNAVEM II ở Angola vào năm 1991 và MINURSO ở Tây Sahara.
2. Các nhiệm vụ xen kẽ, còn được gọi là gìn giữ hòa bình truyền thống, là đội ngũ lớn hơn của các đội quân vũ trang nhẹ có nghĩa là một bộ đệm giữa các phe phái hiếu chiến sau hậu quả của một cuộc xung đột. Do đó, chúng đóng vai trò là vùng đệm giữa hai bên và có thể theo dõi và báo cáo về sự tuân thủ của một trong hai bên liên quan đến các tham số được thiết lập trong một thỏa thuận ngừng bắn nhất định. Ví dụ bao gồm UNAVEM III ở Angola năm 1994 và MINUGUA ở Guatemala năm 1996.
3. Các nhiệm vụ đa chiều được thực hiện bởi các nhân viên quân đội và cảnh sát, trong đó họ cố gắng thực hiện các khu định cư mạnh mẽ và toàn diện. Họ không chỉ đóng vai trò quan sát viên, hoặc đóng vai trò can thiệp, mà họ còn tham gia vào các nhiệm vụ đa chiều hơn như giám sát bầu cử, cải cách lực lượng cảnh sát và an ninh, xây dựng thể chế, phát triển kinh tế, v.v. Ví dụ bao gồm UNTAG ở Namibia, ONUSAL ở El Salvador và ONUMOZ ở Mozambique.
4. Nhiệm vụ thực thi hòa bình là các nhiệm vụ của Chương VII và không giống như các nhiệm vụ của Chương VI trước đó, chúng không cần có sự đồng ý của các bên hiếu chiến. Đây là những hoạt động đa chiều bao gồm cả nhân viên dân sự và quân sự. Lực lượng quân sự có quy mô đáng kể và được trang bị khá đầy đủ theo tiêu chuẩn gìn giữ hòa bình của Liên Hợp Quốc. Họ được ủy nhiệm sử dụng vũ lực cho các mục đích ngoài mục đích tự vệ. Ví dụ bao gồm ECOMOG và UNAMIL ở Tây Phi và Sierra Leone vào năm 1999, cũng như các hoạt động của NATO ở Bosnia - IFOR và SFOR.[6]

#### Nhiệm vụ của Liên Hợp Quốc trong và sau Chiến tranh Lạnh
Trong Chiến tranh Lạnh, việc gìn giữ hòa bình chủ yếu là xen kẽ trong tự nhiên, do đó được gọi là gìn giữ hòa bình truyền thống. Các nhân viên gìn giữ hòa bình của Liên Hợp Quốc đã được triển khai sau hậu quả của xung đột giữa các bang để phục vụ như một bộ đệm giữa các phe phái hiếu chiến và đảm bảo tuân thủ các điều khoản của một thỏa thuận hòa bình được thiết lập. Các nhiệm vụ được dựa trên sự đồng ý và thường xuyên hơn là nhiệm vụ quan sát không được vũ trang, đó là trường hợp của UNTSO ở Trung Đông và UNCIP ở Ấn Độ và Pakistan. Những nhiệm vụ khác có vũ trang, chẳng hạn như UNEF-I, được thành lập trong cuộc khủng hoảng Suez. Họ đã thành công lớn trong vai trò này.
Trong kỷ nguyên hậu Chiến tranh Lạnh, Liên Hợp Quốc đã thực hiện một cách tiếp cận đa sắc thái hơn, đa chiều hơn đối với gìn giữ hòa bình. Năm 1992, sau hậu quả của Chiến tranh Lạnh, sau đó, Tổng thư ký Boutros Boutros-Ghali đã đưa ra một báo cáo mô tả chi tiết các khái niệm đầy tham vọng của ông cho Liên Hợp Quốc và gìn giữ hòa bình. Báo cáo có tiêu đề Một chương trình nghị sự vì hòa bình đã mô tả một loạt các biện pháp đa diện và liên kết với nhau mà ông hy vọng sẽ dẫn đến việc sử dụng hiệu quả LHQ trong vai trò của mình trong chính trị quốc tế sau Chiến tranh Lạnh. Điều này bao gồm việc sử dụng ngoại giao phòng ngừa, thực thi hòa bình, hòa bình, gìn giữ hòa bình và tái thiết sau xung đột.